# Руйнівник (Marvel Comics)
Руйнівник (англ. Destroyer) — вигаданий персонаж коміксів видавництва Marvel Comics. Вперше з'явився в коміксі Journey into Mystery #118 (липень 1965 року). Його створили Стен і Джек Кірбі. Переважно є супротивником Тора, хоча, на відміну від багатьох пов'язаних з ним персонажів, не має жодного прототипу в скандинавській міфології.
З'явившись у Срібному столітті коміксів, Руйнівник діяв в коміксах Marvel протягом понад чотирьох десятиліть, а також з'являвся в мультсеріалах, фільмах і відеоіграх за ліцензією Marvel і в рамках «супутньої продукції», що включає фігурки і колекційні карти. Через проблеми з правами на товарні знаки принаймні одна лінія ігрових фігурок цього персонажа має назву Руйнівник Marvel (Marvel Destroyer у Hasbro).

## Вигаданий життєпис
Спочатку Руйнівник являв собою магічну броню, яку викував Одін для захисту від якоїсь темної загрози з боку зірок. Спочатку він з'явився в Храмі Темряви в Азії. Заклятий ворог Тора Локі кілька разів використовував Руйнівника і кожного разу був близьким до того, щоб вбити Тора. Вперше його використав мисливець, якого Локі заманив у храм, використовуючи свої розумові здібності. У якийсь момент бою Тор виявився полоненим у землі, але Локі врятував його, зробивши нематеріальним прямо перед тим, як Руйнівник збирався вразити його своїм променем. Тор змусив мисливця повернутися у своє тіло, а потім поховав Руйнівника під тисячами тонн породи. Згодом Руйнівника врятувала Карнілла, «оживила» його Сіф, яка намагалася використати його для боротьби з лиходієм Шкідником, коли Одін, щоб провчити Тора, відправив його на Землю, тимчасово позбавивши всіх божественних здібностей, крім сили, але в підсумку напав на Тора, поки Сіф не розірвала розумовий зв'язок з ним. Одного разу Тор запропонував Руйнівника Галактусові в обмін на звільнення тодішнього герольда Галактуса, Повелителя Вогню. Галактус погодився, і Руйнівник став його герольдом, знайшовши для нього Анти-Землю і вступивши в бій з Фантастичною четвіркою, поки в результаті його знову не захопив Локі.
Роки по тому розкрилася згадана загроза з зірок: селестіанці спільно з богами-батьками (Одін, Зевс) об'єднали свої знання тисячоліття тому, щоб створити Руйнівника в як зброю, здатну зупинити прихід так званого Четвертого Куратора селестіанців. Одного разу Одін встановив особистий контроль над бронею Руйнівника, а потім поглинув життєві сутності всіх присутніх в Асгарді (за винятком відсутнього Тора), збільшивши свій зріст до 610 метрів. Руйнівник потім узяв меч Одіна і спільно з Уні-Розумом протистояв Четвертому кураторові, який знищив Уні-розум і розплавив броню Руйнівника, розсіявши життєві сили мешканців Асгарда. Асгардіанці пізніше були відроджені Тором, який взяв енергію від інших богів-батьків. Руйнівник, однак був не повністю зруйнований, і кілька років по тому Локі відтворив його у спробі знищити серйозно ослабленого Тора, коли після того, як він вбив змія Мідгарда, Гель наслала на нього прокляття, що зробило його кістки крихкими і позбавило здатності зцілюватися. Тор, однак, позбавив контролю над Руйнівником несамовитого велетня Сіггорта, який ним управляв з допомогою своєї сили волі і, сам взявши Руйнівника під контроль, вирушив на поєдинок з Локі, щоб перемогти останнього. Руйнівник — вперше зображений в коміксі як істота, що самостійно мислить і говорить — намагався взяти розум Тора під свій контроль, але невдало. Руйнівник, озброєний молотом Тора, вирушив у світ Хелі, переміг її в бою і змусив скасувати прокляття, яке вона наслала на Тора. Тор залишив Руйнівника закутим у кристалі у володіннях Гелі, де його зрештою «оживила» богиня Лорелея. Лорелея, керуючи ним, билася з кількома асгардіанцями і в результаті опинилася в пастці у вимірі Великих Звірів.
Руйнівника пізніше використовували тролі, які «вдихнули в нього дух Маестро, злого Галка майбутнього. Хоча Галк був не в змозі перемогти Руйнівника в бою, він спромігся «увійти» всередину Руйнівника, оскільки мав ту ж душу, що і Маестро, що дозволило йому битися з ним і перемогти його зсередини. Тор ще двічі стикався з Руйнівником; у перший раз той майже вбив його і зламав йому щелепу. Вдруге Руйнівника знову використовував Локі і «оживив» Десак, але цього разу Тор, який мав силу Одіна, відтяв йому голову одним кидком свого молота Мйольніра.
Руйнівник пізніше перебував під контролем бога Бальдра, коли Тор вирушив на пошуки зниклих асгардіанців.  Доктор Дум також якось оволодів бронею Руйнівника і використовував її копію, щоб атакувати Асгард.

## Сили і здібності
Хоча Руйнівник може протягом деякого часу діяти цілком самостійно, передбачається, що його неживою структурою управляє чийсь живий розум. Руйнівник сам по собі має примітивний розум і прагне лише до руйнування, якщо ним не управляє хтось з дуже сильною волею, як Тор або Локі. Одін також може прочитати заклинання, яке вдихне життя в броню Руйнівника, але може і «вимкнути» її. Бувши активований та забезпечений «життєвою силою», Руйнівник має колосальну силу і витривалість. Руйнівник здатний витримувати колосальні навантаження, тиск у мільйон тонн каменю або води, найпотужніші вибухи енергії і навіть відновлюватися до своєї первісної форми після розплавлення. Він також здатний генерувати і випускати потужні заряди теплової енергії, лазерні та електромагнітні промені, а також змінювати молекулярну структуру речовин — наприклад, перетворювати воду на камені.

## Поза коміксами
Руйнівник був присутній у фільмі «Тор» 2011 року режисера Кеннета Брани, де був представлений у вигляді напівавтономної, але нерозумної істоти, яка безпосередньо підкоряється наказам правителя Асґарду.
Руйнівник був присутній в ролі боса в іграх Marvel: Ultimate Alliance і Marvel: Ultimate Alliance 2.